# Analyse & Kritik
Analyse & Kritik (Eigenschreibweise: ANALYSE & KRITIK), Untertitel Zeitschrift für Sozialtheorie, ist eine seit 1979 von den Sozialphilosophen Michael Baurmann (Heinrich-Heine-Universität Düsseldorf) und Anton Leist (Universität Zürich) herausgegebene Zeitschrift für Sozialtheorie mit Beiträgen in deutscher und englischer Sprache. Sie erschien bis 2015 zweimal jährlich im Verlag Lucius & Lucius. Seit 2016 wird die Zeitschrift von de Gruyter verlegt.
Die Fachzeitschrift setzt sich zum Ziel, „Grundfragen empirischer und normativer Theorien der Gesellschaft“ zu erörtern. Dabei tendiert sie normativ zu liberalen Positionen, die auch von den Herausgebern vertreten werden. Explizit spricht das Journal Sozialwissenschaftler und -philosophen an, die mit den Mitteln analytischer Klarheit und Präzision aufklärerische Positionen vertreten wollen. Obwohl die Zeitschrift sich dem Ausgleich zwischen angelsächsischen und kontinentaleuropäischen Positionen verpflichtet, ergreift sie klar Partei für die Analytische Philosophie.

## Beitragende
Neben den Herausgebern stammen Beiträge zu A&K von einer Reihe weiterer Philosophen und Sozialwissenschaftler, darunter:
- Peter M. Blau
- James S. Coleman
- der amerikanische Politikwissenschaftler Russell Hardin
- die Basler Philosophin und Verteidigerin des Grundeinkommens Angelika Krebs
- der Leipziger Sozialtheoretiker Karl-Dieter Opp
- der Düsseldorfer Ethiker Dieter Birnbacher
- Richard Rorty[1]